# U-373
U-373 — средняя немецкая подводная лодка типа VIIC времён Второй мировой войны.

## История
Заказ на постройку субмарины был отдан 23 сентября 1939 года. Лодка была заложена 8 декабря 1939 года на верфи Ховальдсверке, Киль, под строительным номером 4, спущена на воду 5 апреля 1941 года. Лодка вошла в строй 22 мая 1941 года под командованием оберлейтенанта Пауля-Карла Лёсера.

### Командиры
- 22 мая 1941 года — 25 сентября 1943 года капитан-лейтенант Пауль-Карл Лёсер
- 26 сентября 1943 года — 8 июня 1944 года Детлеф фон Ленстен

### Флотилии
- 22 мая — 1 сентября 1941 года — 3-я флотилия (учебная)
- 1 сентября 1941 года — 8 июня 1944 года — 3-я флотилия

### История службы
Лодка совершила 15 боевых походов, потопила 3 судна суммарным водоизмещением 10 263 брт. Потоплена 8 июня 1944 года в Бискайском заливе к западу от Бреста, Франция, в районе с координатами 48°10′ с. ш. 05°31′ з. д. глубинными бомбами с британского самолёта типа «Либерейтор». 4 человека погибли, 47 членов экипажа спаслись. Тот же самолёт двадцатью минутами позже пустил на дно U-441.

### Волчьи стаи
U-373 входила в состав следующих «волчьих стай»:
- Lachs 15 августа — 27 сентября 1942
- Ungestum 14 — 23 декабря 1942
- Neuland 6 — 12 марта 1943
- Dranger 14 — 20 марта 1943
- Seewolf 25 — 30 марта 1943

### Атаки на лодку
- 2 марта 1943 года лодка была атакована американским самолётом типа «Либерейтор», который сбросил 5 бомб. Лодка получила значительные повреждения, которые были частично исправлены экипажем, лодка осталась в патрулировании.
- 24 июля 1943 года близ Мадейры, Португалия, U-373 была атакована самолётами типов «Эвенджер» и «Уайлдкэт» из авиагруппы эскортного авианосца USS Santee. Лодка была повреждена самонаводящейся торпедой Fido, двое подводников погибли, семеро получили ранения, однако лодка не прервала поход.
- 3 января 1944 года лодка была атакована глубинными бомбами с британского самолётов типа «Wellington» и «Либерейтор». U-373 была тяжело повреждена, однако на следующий день смогла самостоятельно прибыть в Брест. По прибытии в порт в рубке лодки были обнаружены две застрявшие неразорвавшиеся глубинные бомбы. Экипажу пришлось вывести свой корабль из порта и избавиться от бомб там, что и было успешно произведено.